# Новая Слободка (Кличевский район)
Но́вая Слобо́дка (бел. Новая Слабодка) — деревня в Долговском сельсовете Кличевского района Могилевской области.

## География

### Расположение
В 55 км от Могилёва, в 10 км от железнодорожной станции Друть (железная дорога Могилев — Осиповичи).

### Водная система
Река Друть.

## История

### Российская империя
В имении Закупленье, в состав которого также входили деревни Закупленье, Ядреная Слобода, Должанка, а позднее и Брилевка.
В составе прихода Троицкой церкви в селе Городище Быховского уезда. В 1891 открыта школа.

## Старосты Новой Слободки
Карней Трахимович 1863-65
Левицкий Клим 1915

## Список домохозяев Новой Слободки в 1915 году
1. Клим Левицкий
2. Фома Яковлев
3. Федор Фомов
4. Иларион Прохоров
5. Иван Прохоров
6. Мария Стефанова
7. Петр Андреев
8. Федос Ефимов
9. Агей Ефимов
10. Евстафий Николаев
11. Александр Сафронов
12. Михаил Семенов
13. Афанасий Трифонов
14. Иван Анисимов
15. Стефан Анисимов
16. Агей Леонов
17. Лазарь Фомов
18. Николай Леонов
19. Мирон Максимов
20. Андрей Павлов
21. Савелий Павлов
22. Кондрат Малахов
23. Тимофей Самуилов
24. Григорий Иванов
25. Стефан Ермолаев
26. Дмитрий Григорьев
27. Гавриил Андреев
28. Трофим Дмитриев
29. Трофим Радионов
30. Яким Ананьев
31. Стефан Ананьев
32. Василий Григорьев
33. Константин Карпов
34. Василий Семенов
35. Василий Евсеев
36. Даниил Евсеев
37. Сидор Федоров
38. Дмитрий Игнатов
39. Захар Дорофеев
40. Дмитрий Иванов